# Sint-Niklaaskerk (Wimmertingen)

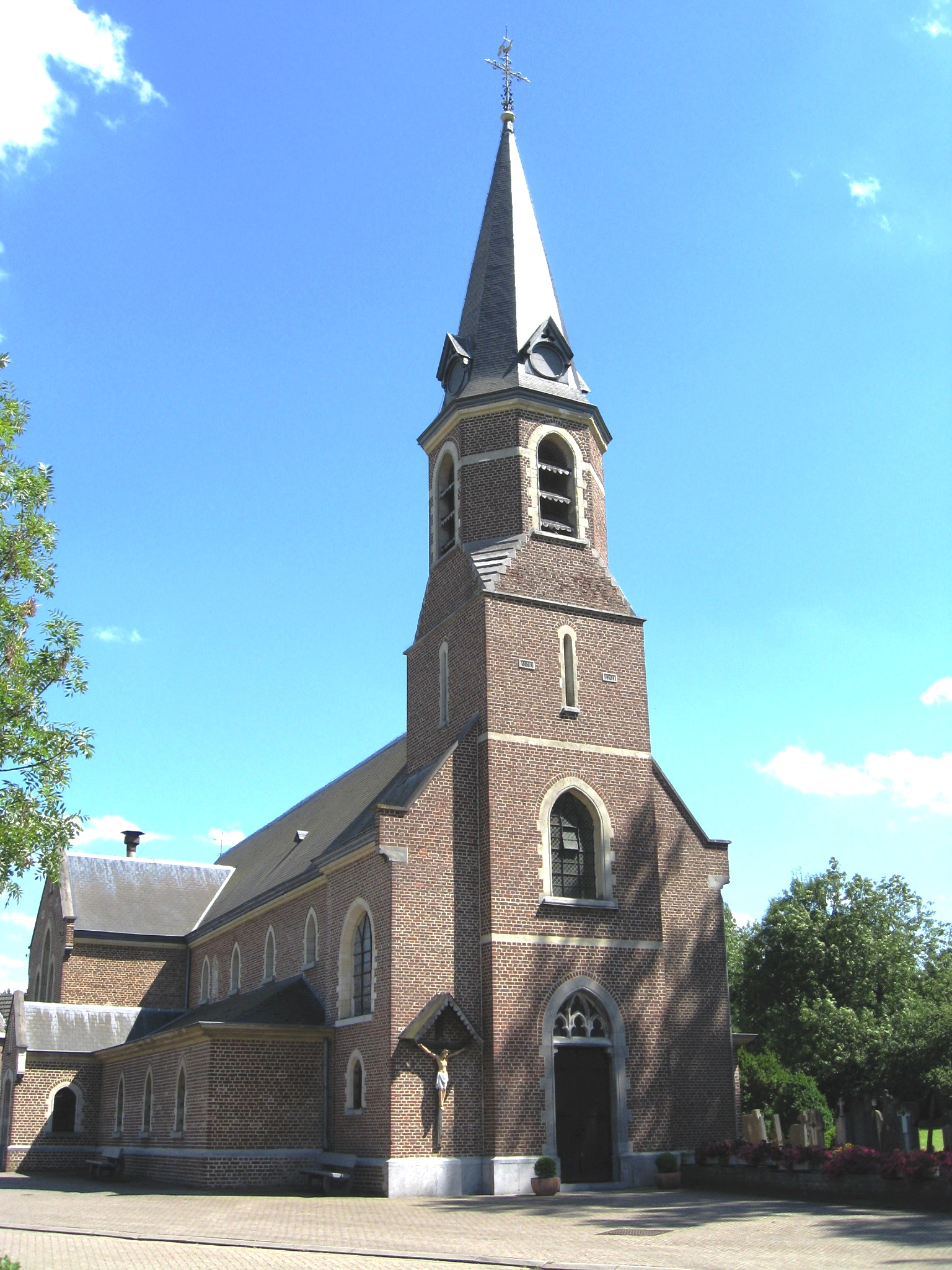
Sint-Niklaaskerk

De Sint-Niklaaskerk is de parochiekerk van Wimmertingen, gelegen aan de Smetstraat.

## Geschiedenis
De parochie stamt al van 1297, maar van de huidige kerk dateert het oudste deel, het middenschip, uit 1628. In dat jaar werd de toenmalige lemen kapel vervangen door een bakstenen gebouw, waarvoor Graaf De Rivière d'Arschot de eerste steen legde. In 1631 werd de kerk ingewijd.
Tijdens de Franse tijd werd de kerk gebruik als opslagplaats voor Franse troepen en werd de parochie bij die van Kortenbos gevoegd, waarvan ze in 1836 weer gescheiden werd.
In 1843 werd de (ingebouwde) toren gebouwd, waarbij de kerk 5 meter in westelijke richting werd vergroot. In 1899 werden koor en transept gebouwd. In 1901 sloeg de bliksem in de toren, waarop de kerk in brand vloog. De kerk brandde uit, maar werd in hetzelfde jaar hersteld. 
In de noordelijke toegangsdeur van de kerk zijn de hamerslagen te zien van de smid Louis Hermans, die in 1901 de toegang tot de brandende kerk wilde forceren om te redden wat er te redden viel.
In 1942 werden de lage zijbeuken toegevoegd, zodat meer gelovigen in de kerk konden plaatsnemen.
De kerk was tot 1666 toegewijd aan Onze-Lieve-Vrouw, en daarna aan de Heilige Nicolaas van Myra. In 1862 verwierf de parochie een relikwie van Sint-Gillis en sindsdien trok de kerk ook bedevaartgangers aan.

## Gebouw
Het huidige bakstenen kerkgebouw is op het schip uit 1628 na, grotendeels neogotisch. .
De ingebouwde westtoren heeft een vierkante basis, waarboven een achtkante geleding waarin de klokken hangen, gedekt door een naaldspits. Links van de hoofdingang bevindt zich een kruisbeeld met afdak.
Het interieur wordt gedekt door een houten tongewelf.